# Iglesia de Santa Marina (Córdoba)
La iglesia de Santa Marina, cuya advocación completa es Santa Marina de Aguas Santas, es un templo católico sito en la ciudad de Córdoba (Andalucía, España). Se trata de una de las llamadas iglesias fernandinas, es decir, aquellas mandadas edificar por el rey Fernando III de Castilla, llamado el Santo, tras la conquista de la ciudad a los hispanomusulmanes en el siglo XIII. Su arquitectura combina fórmulas y elementos protogóticos, mudéjares y, en menor medida, tardorrománicos. Se encuentra la hermandad del Resucitado.

## Historia
La iglesia, entre las más antiguas de las del grupo fernandino, fue edificada en la segunda mitad del siglo XIII en el lugar donde primero se emplazó un templo visigodo del siglo VII y posteriormente, aunque este dato es solo probable, una mezquita mozárabe, de los que no queda el menor vestigio. En el medievo lindaba con la muralla que separaba la Ajerquía de la Villa, así como con la desaparecida Puerta del Colodro. Hoy, da nombre a uno de los barrios de más solera de la ciudad, conocido popularmente como barrio de los toreros por su tradición. Frente a la fachada principal se extiende la homónima plaza de Santa Marina, presidida por el Monumento a Manolete.
El 23 de junio de 1880 el templo sufrió un incendio que le afectó considerablemente y que reclamó una reconstrucción de dos años de duración. El 17 de julio de 1882 el culto fue restablecido. En los siglos XIX y XX -la última vez en 1998- se acometieron varias restauraciones destinadas a recuperar el aspecto medieval de la fábrica, disimulado por las reformas de aires barrocos realizadas para reparar los daños sufridos en sendos terremotos, el de 1680 y el de 1755.
Bien de Interés Cultural (BIC), es Monumento Histórico-Artístico Nacional desde 1931.

## Descripción

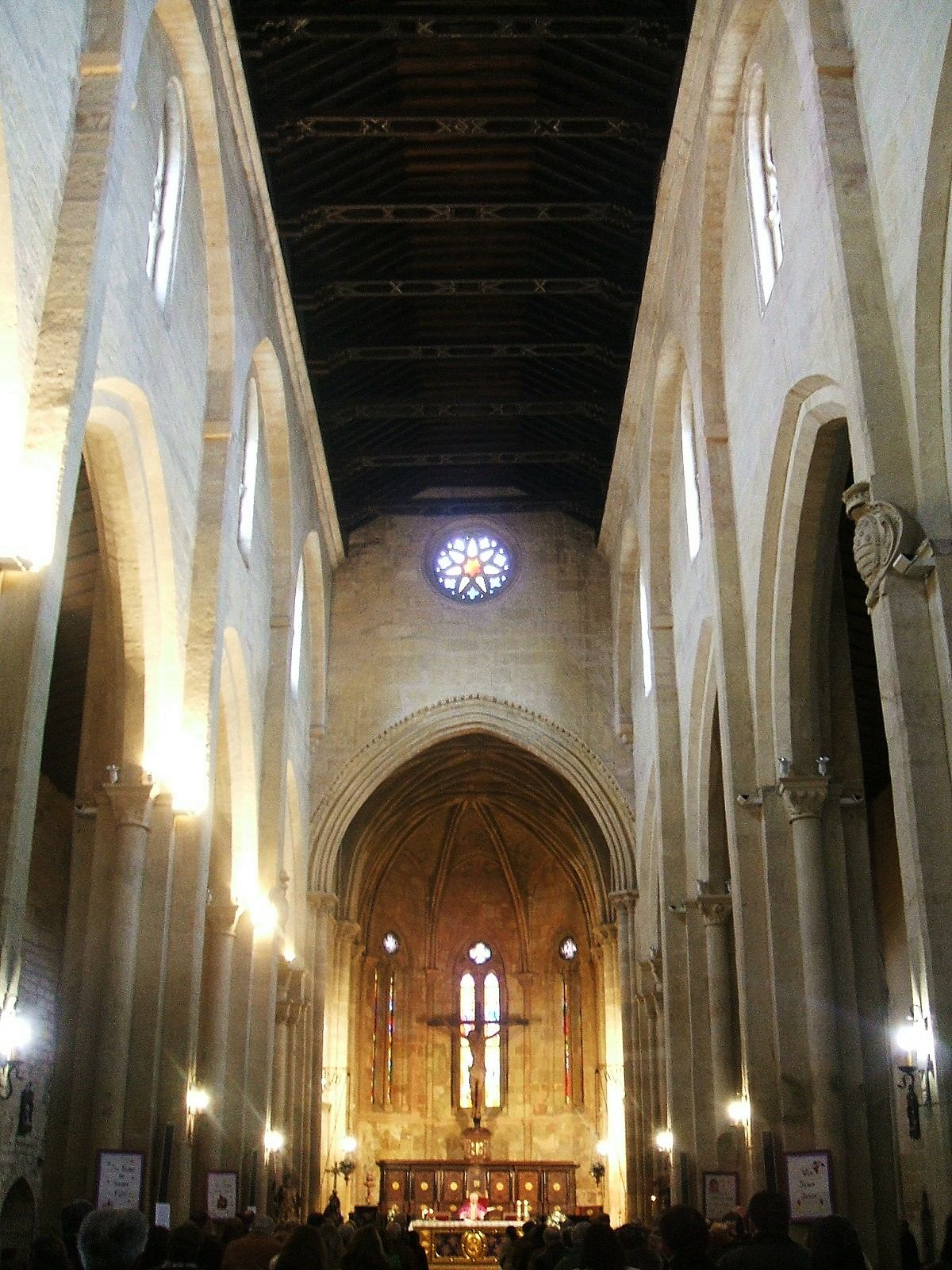
Nave central y cabecera.

De planta rectangular o basilical, está dividida en tres naves, siendo la principal notablemente más alta que las laterales. Las naves son separadas por amplios arcos formeros apuntados, formando pares, con el inferior embutido en el intradós del superior y generando unos lienzos de pared intermedios donde se abren ventana. Las cubiertas, siguiendo el modelo arquitectónico fernandino, no están abovedadas sino que consisten en techumbres de cubierta de armadura de par y nudillo de madera trabajada. Fueron contratadas por el artista carpintero Pedro Fernández hacia 1495. El artesonado original fue cubierto por falso abovedamiento de arista a mediados del siglo XVII a iniciativa del obispo Domingo de Pimentel.
Su fachada principal, de aspecto sólido, está caracterizada por cuatro potentes y asimétricos contrafuertes, rematados en pináculos, que marcan la separación de las naves; también presenta rosetón, óculos y un tejaroz con alfiz sobre las arquivoltas del arco ojival abocinado de la portada. En la fachada de la nave del Evangelio (izquierda) se abre una portada abocinada y apuntada toda ella enmarcada en una espadaña triangular a modo de gablete y flanqueada por pilastras alancetadas. La traza arquitectónica general y detalles decorativos como el rosetón son característicos de las iglesias fernandinas cordobesas, propias de un gótico primitivo con remembranzas románicas y elementos tomados del arte cisterciense.
Un ábside pentagonal remata la cabecera; poligonales son también los ábsides que cierran las naves laterales. En la nave de la Epístola (derecha) se abre la Sacristía, edificada en el siglo XV como Capilla de los Orozco, con finalidad funeraria. Hacia 1630 el arquitecto Sebastián Vidal trasformó el ábside del lado del Evangelio para alojar en él la Capilla de los Benavides, adaptándolo al gusto imperante de la época.
La torre-campanario, levantada en el siglo XVI y adosada al hastial de la derecha por su cabecera, es obra ejecutada por Hernán Ruiz el Joven y costeada por el obispo Leopoldo de Austria, tío del emperador Carlos V.
El retablo de la Capilla Mayor cuenta con pinturas de Antonio del Castillo y esculturas, como la Virgen de la Luz del escultor cordobés Gómez de Sandoval. El templo acoge las imágenes procesionales de la cofradía de Nuestro Señor Resucitado y Nuestra Señora de la Alegría.

## Galería de imágenes

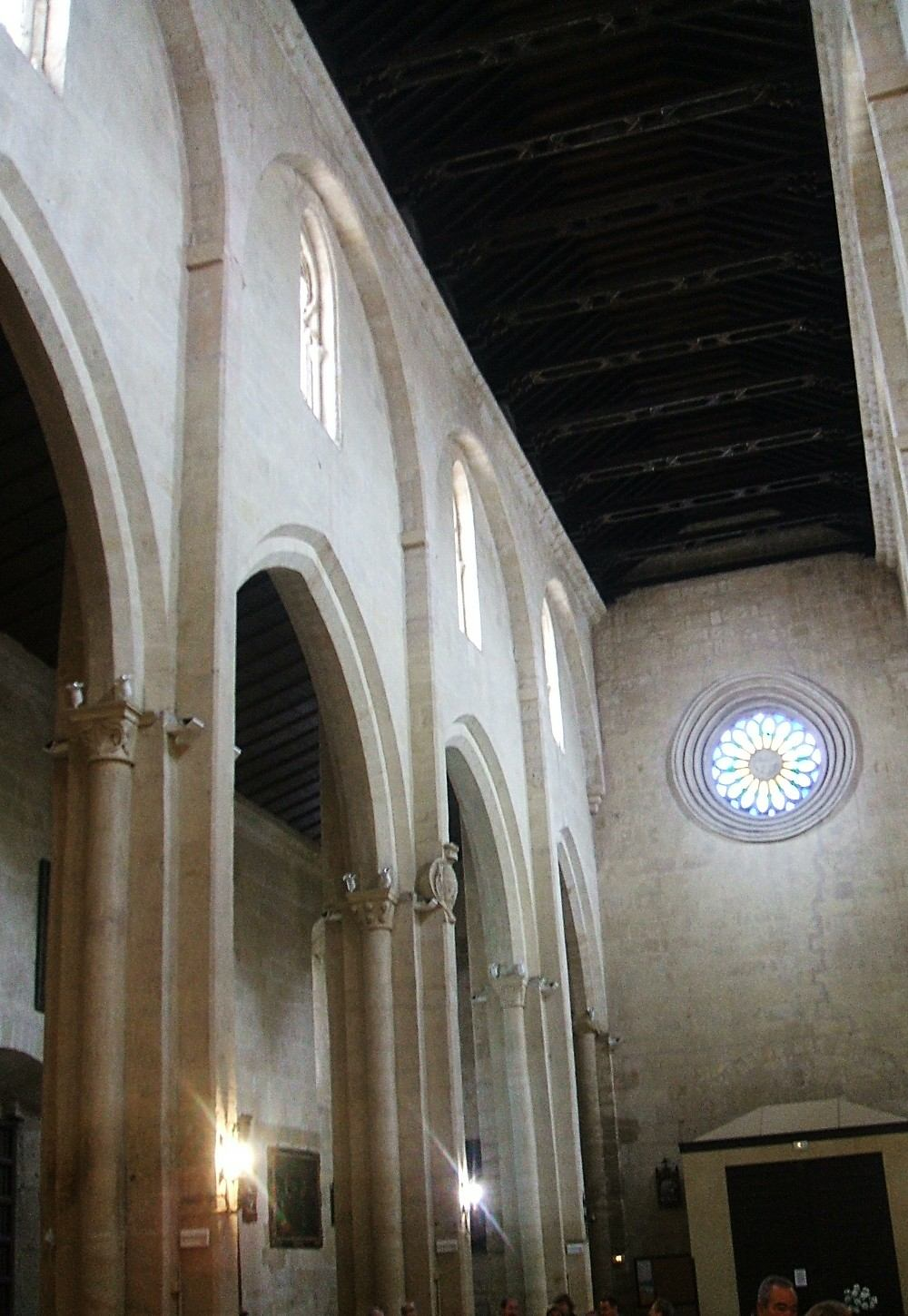
Nave central y arcos formeros
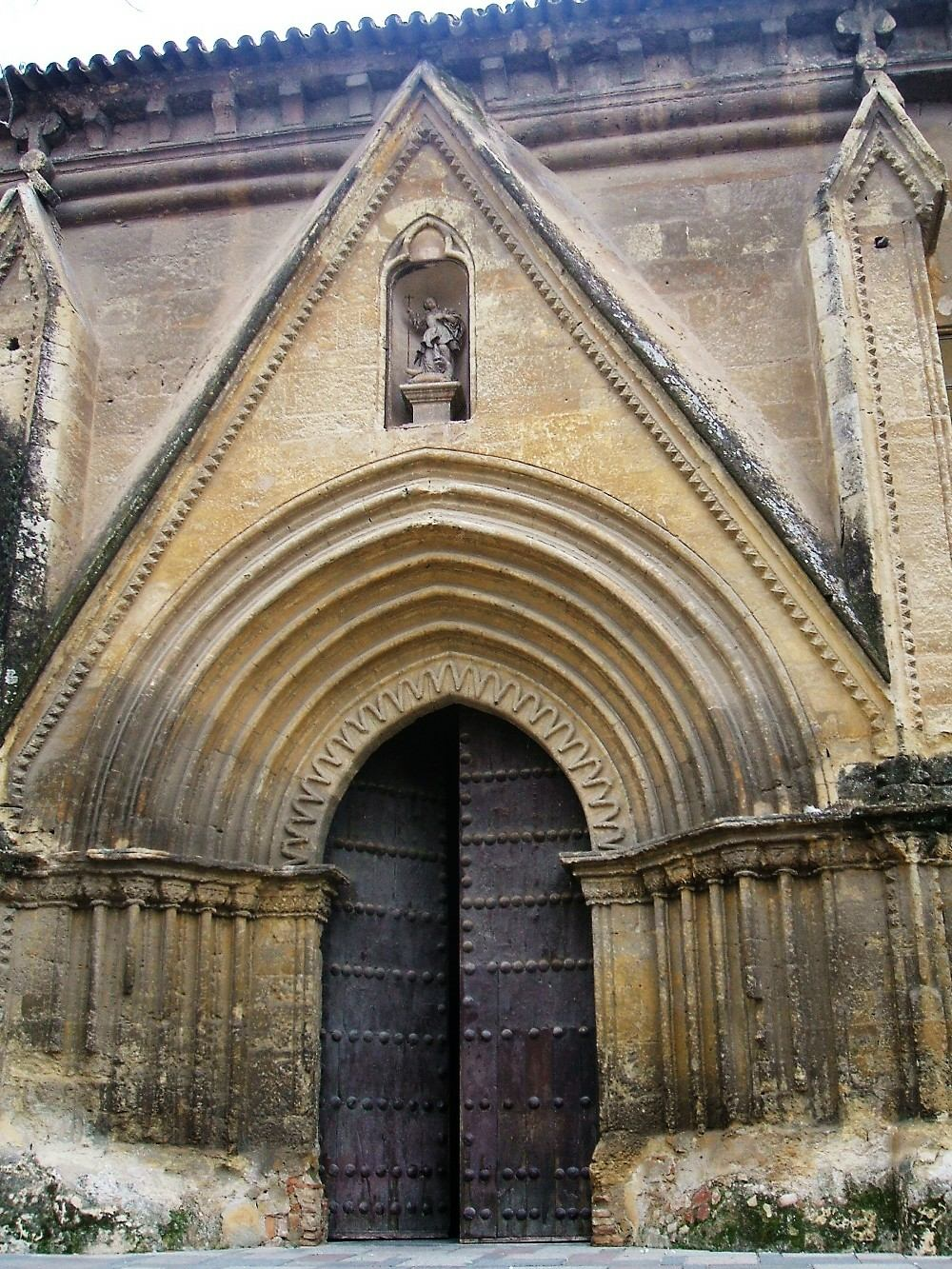
Portada de la nave del Evangelio
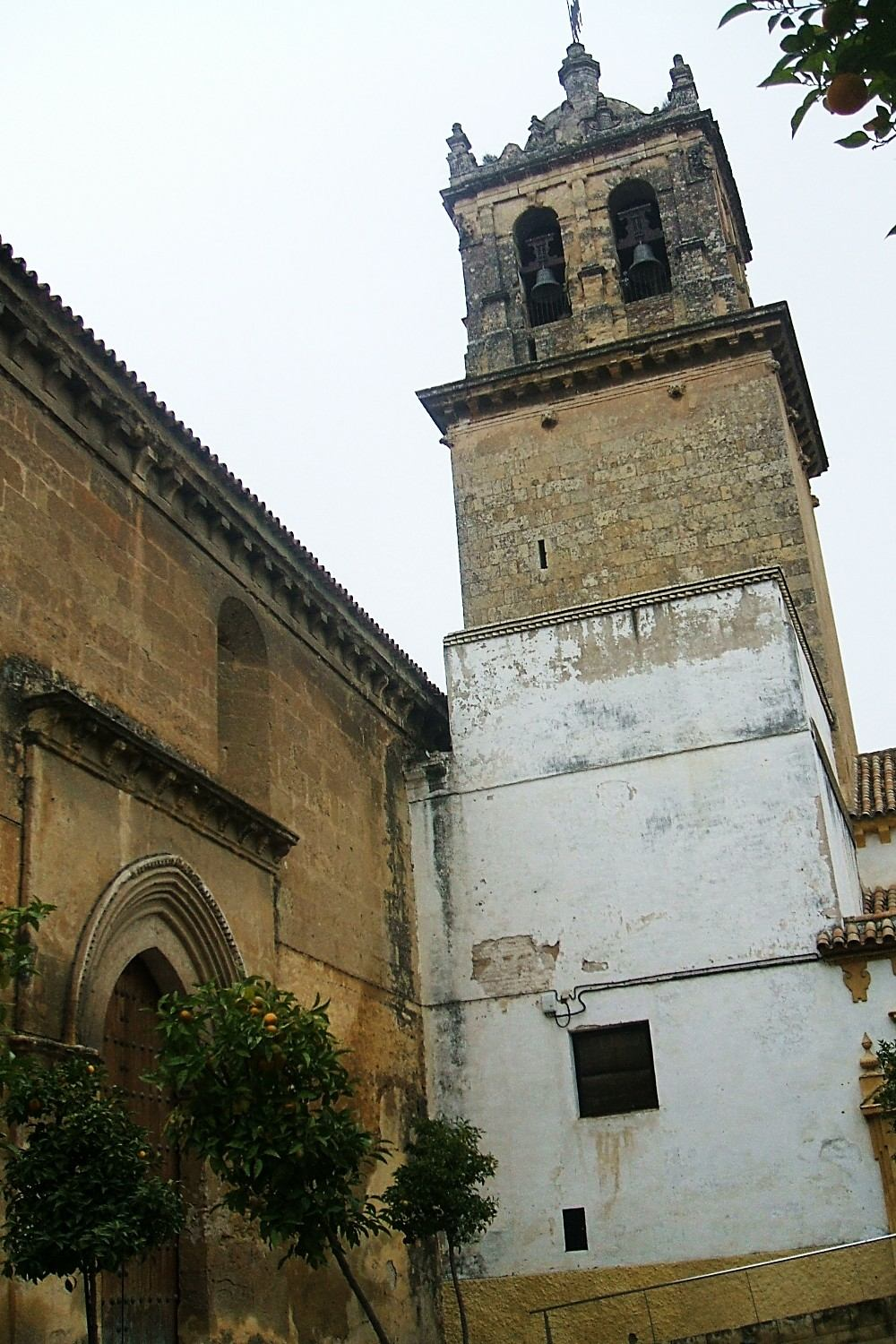
Torre
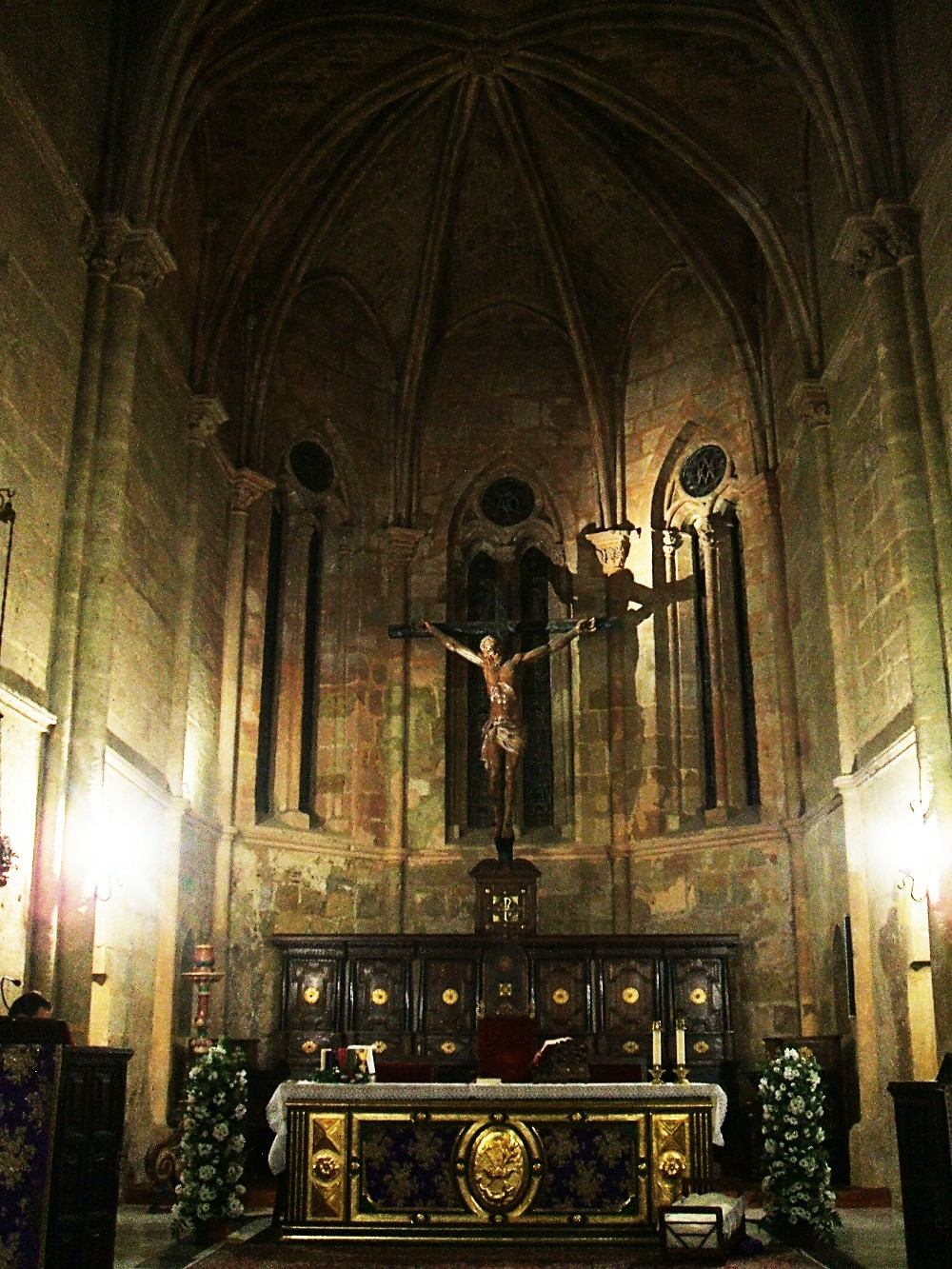
Capilla mayor y ábside
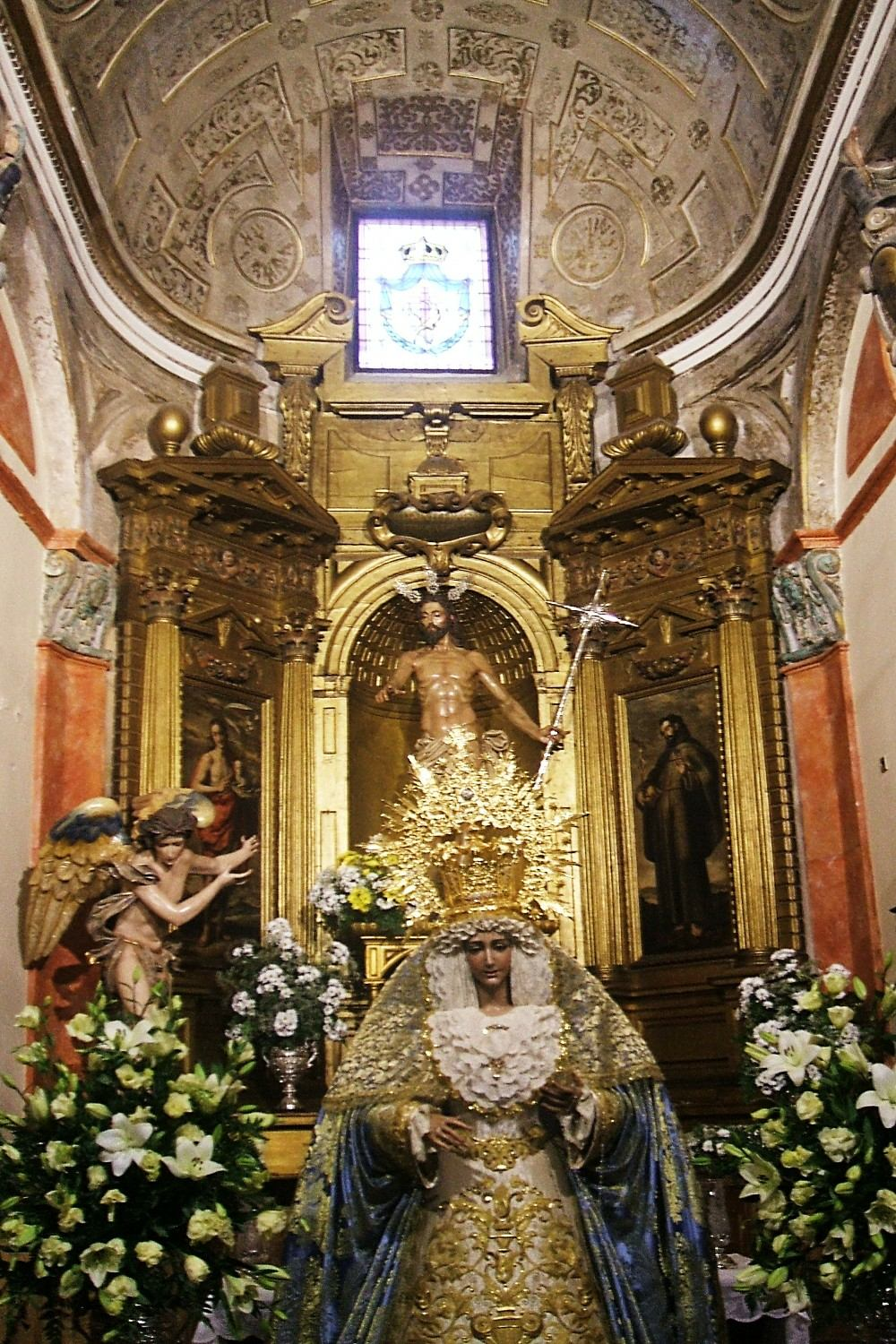